# Lijst van beelden in Amsterdam-West
Dit is een (onvolledige) chronologische lijst van beelden in Amsterdam-West. Onder een beeld wordt hier verstaan elk driedimensionaal kunstwerk in de openbare ruimte van de Nederlandse gemeente Amsterdam, stadsdeel West, waarbij beeld wordt gebruikt als verzamelbegrip voor sculpturen, standbeelden, installaties, gedenktekens en overige beeldhouwwerken.
Voor een volledig overzicht van de beschikbare afbeeldingen zie de categorie Beelden in Amsterdam-West op Wikimedia Commons.
Dit deel bevat de beelden in het stadsdeel West.

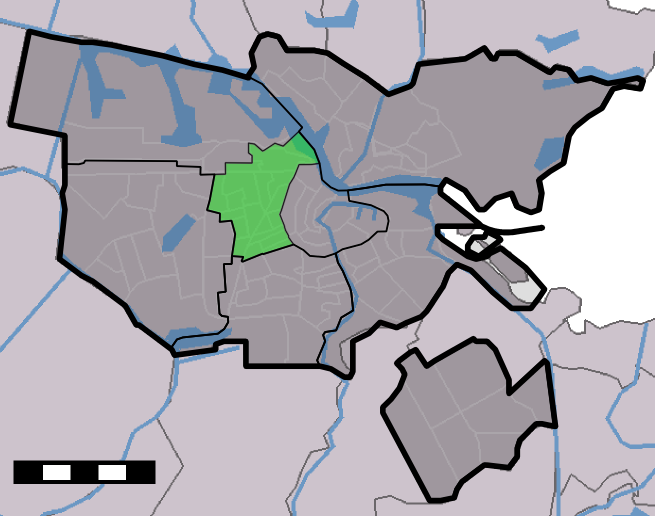
Amsterdam-West

| Geplaatst                            | Omschrijving                                                                    | Kunstenaar                                                | Locatie                                                                                     | Wijk/Buurt                    | Materiaal                                         | Afbeelding |
| ------------------------------------ | ------------------------------------------------------------------------------- | --------------------------------------------------------- | ------------------------------------------------------------------------------------------- | ----------------------------- | ------------------------------------------------- | ---------- |
| 1884                                 | Sgrafitto de Muzen                                                              | Joseph Cuypers                                            | Tesselschadestraat 31                                                                       | Overtoombuurt                 | tegels van Villeroy & Boch                        |            |
| 1908                                 | Monument Peter Wilhelm Janssen                                                  | Bart van Hove                                             | Bellamyplein                                                                                | Kinkerbuurt                   | graniet en brons                                  |            |
| 1910                                 | standbeeld van Alois Senefelder                                                 | onbekend                                                  | Admiraal de Ruijterweg 56                                                                   | De Baarsjes                   | onbekend                                          |            |
| 1922                                 | Verkeer en Overvloed                                                            | Hildo Krop                                                | Spoorwegviaduct Spaarndammerstraat Noordzijde                                               | Spaarndammerbuurt             | natuursteen                                       |            |
| 1922                                 | Verkeer en Overvloed                                                            | Hildo Krop                                                | Spoorwegviaduct Spaarndammerstraat Zuidzijde                                                | Spaarndammerbuurt             | beton                                             |            |
| 1923                                 | Eskimo's                                                                        | Hildo Krop                                                | Postjesweg 1                                                                                | De Baarsjes                   | tufsteen                                          |            |
| 1929 / 1964                          | Buste van Herman Heijermans                                                     | Joseph Mendes da Costa                                    | Stadhouderskade, Leidsebosje                                                                | Oud-West                      | hardsteen                                         |            |
| 1931                                 | Standbeeld van Domela Nieuwenhuis                                               | Johan Polet                                               | Westerpark (straat)                                                                         | Staatsliedenbuurt             | onbekend                                          |            |
| 1932                                 | Tijger                                                                          | Jan Trapman                                               | Jan van Galenstraat, bij Erasmuspark                                                        | Bos en Lommer                 | natuursteen                                       |            |
| 1932                                 | IJsbeer                                                                         | Jan Trapman                                               | Jan van Galenstraat, bij Erasmuspark                                                        | Bos en Lommer                 | natuursteen                                       |            |
| 1932 / 1933                          | Vrouwelijk naakt                                                                | Hubert van Lith                                           | Vierwindstrekenbrug, zijkant / oostkant bij trappen (Admiralengracht / Jan van Galenstraat) | De Baarsjes                   | natuursteen                                       |            |
| 1932 / 1933                          | Moeder met kind                                                                 | Jaap Kaas                                                 | Vierwindstrekenbrug, zijkant / oostkant bij trappen (Admiralengracht / Jan van Galenstraat) | De Baarsjes                   | natuursteen                                       |            |
| 1933                                 | Een mannenwereldbeeld                                                           | Hildo Krop                                                | Vierwindstrekenbrug, zijkant / oostkant bij trappen (Admiralengracht / Jan van Galenstraat) | De Baarsjes                   | natuursteen                                       |            |
| 1936                                 | Twee pelikanen                                                                  | Jaap Kaas                                                 | Gibraltarstraat 52                                                                          | Gibraltarbuurt                | natuursteen                                       |            |
| 1936                                 | Twee papegaaien en eekhoorns                                                    | Jan Schultsz                                              | Solebaystraat 101                                                                           | Gibraltarbuurt                | natuursteen                                       |            |
| 1937                                 | De dag                                                                          | Hildo Krop                                                | WG-Plein 1-78                                                                               | Overtoombuurt                 | natuursteen                                       |            |
| 1937                                 | De nacht                                                                        | Hildo Krop                                                | WG-Plein 1-78                                                                               | Overtoombuurt                 | natuursteen                                       |            |
| 1939                                 | De rustende tuinder                                                             | Jan Havermans                                             | Jan van Galenstraat / Willem de Zwijgerlaan ('Jan van Galenplantsoen')                      | Bos en Lommer                 | brons (sokkel van graniet)                        |            |
| 1945                                 | Gedenksteen Jan Verleun en Gerard Steen                                         | Willem IJzerdraat                                         | Adm. De Ruijterweg 406, kerk De Boom                                                        | Bos en Lommer                 | natuursteen                                       |            |
| 1949/1950                            | Kostwinner                                                                      | Constance Wibaut                                          | Leeuwendalerspad                                                                            | Bos en Lommer                 | steen                                             |            |
| 1952                                 | Arthur van Schendel                                                             | Johannes G. Wertheim                                      | Stadhouderskade, Leidsebosje                                                                | Oud-West                      | onbekend                                          |            |
| 1952                                 | Vrouw met kruik                                                                 | Gerrit Bolhuis                                            | Gibraltarbadje                                                                              | Bos en Lommer                 | brons                                             |            |
| 1954                                 | Waterdraagster met vissen                                                       | Leo Braat                                                 | Bellamyplein                                                                                | Kinkerbuurt                   | brons                                             |            |
| 1956/1990                            | Haan op zuil                                                                    | Han Rädecker                                              | Westerpark                                                                                  | Westerpark                    | hardsteen / kalksteen                             |            |
| 1956                                 | Danspaar                                                                        | Cephas Stauthamer                                         | Jan van Galenstraat                                                                         | Centrale Markthallen          | goud geschilderd cementsteen                      |            |
| 1956                                 | Oude en jonge arbeider                                                          | Henri Matthieu Wezelaar                                   | Hoofdweg                                                                                    | Bos en Lommer                 | beton, brons                                      |            |
| 1957 / 1976                          | Monument voor Gevallenen 1940-1945                                              | Gerarda Rueter                                            | Bos en Lommerweg / Hertspieghelstraat                                                       | Bos en Lommer                 | kalksteen / brons                                 |            |
| 1958                                 | Horizontale compositie                                                          | Henk Zweerus                                              | Stadhouderskade, Leidsebosje                                                                | Oud-West                      | hardsteen                                         |            |
| 1958                                 | Schip in aanbouw                                                                | Hildo Krop                                                | Sara Burgerhartstraat 1-3 (voormalige Daniel Goedkoopschool)                                | Bos en Lommer                 | natuursteen                                       |            |
| 1958                                 | Boogschutter                                                                    | Hildo Krop                                                | Oostzaanstraat 45                                                                           | Spaarndammerbuurt             |                                                   |            |
| 1960-1964                            | 2 U's naar buiten, 2 U's naar binnen met watertafel                             | Carel Visser                                              | Bos en Lommerplantsoen                                                                      | Bos en Lommer                 | metaal                                            |            |
| 1964                                 | Figuren                                                                         | Lex Horn                                                  | Krelis Louwenstraat 1                                                                       | Bos en Lommer                 | beton                                             |            |
| 1965                                 | Droombeeld                                                                      | Cephas Stauthamer                                         | Frederik Hendrikplantsoen                                                                   | Frederik Hendrikbuurt         | brons                                             |            |
| 1968                                 | Constructie staal DIN 20 Constructie uit 1965, oorspronkelijk Vondelpark        | André Volten                                              | Wiltzanghlaan 60                                                                            | Bos en Lommer (Kolenkitbuurt) | ijzer (profielbalken)                             |            |
| 1970                                 | Leda en de zwaan                                                                | Han Rädecker                                              | Erasmuspark                                                                                 | Bos en Lommer                 | steen                                             |            |
| 1973                                 | Terreinplastiek Beeld van brons en steen                                        | Renze Hettema                                             | 1973: Gulden Winckelplantsoen 2002: Erasmuspark                                             | Bos en Lommer                 | brons en steen                                    |            |
| 1976                                 | Gebroken cirkel                                                                 | Ad Dekkers                                                | Spaarndammerdijk / Transformatorweg / Nieuwe Hemweg                                         | Spaarndammerbuurt             | beton                                             |            |
| 1978                                 | Woezel                                                                          | Marijke Ouëndag-van Lis                                   | Zaanhof                                                                                     | Spaarndammerbuurt             | glasversterkte polyester                          |            |
| 1981                                 | Lichtbeeld                                                                      | Peter Rolf                                                | Spaarndammerdijk                                                                            | Spaarndammerbuurt             | metaal                                            |            |
| 1981                                 | Monument voor een verzonken stad                                                | Berend Peter Hogen Esch                                   | 1981: Frederik Hendrikplantsoen 2013: Erasmuspark (foto)                                    | Bos en Lommer                 | cortenstaal en beton                              |            |
| 1986                                 | Groeistam                                                                       | Michiel Schierbeek                                        | Westerpark ter hoogte van het Nassauplein                                                   | Westerpark                    | staal                                             |            |
| 1986                                 | Man op kruk                                                                     | Ronald Tolman                                             | Westerpark                                                                                  | Westerpark                    | brons                                             |            |
| 1987                                 | Halfcirkelvormige beelden kunstwerk (1 van 2)                                   | Ton Kalle                                                 | Oude Kinkerbrug                                                                             | Kinkerbuurt                   | graniet                                           |            |
| 1987                                 | Polaris                                                                         | Wendela Gevers Deynoot                                    | van Beuningenstraat / Haarlemmerweg                                                         | Staatsliedenbuurt             | roestvast staal                                   |            |
| 1988                                 | Blauwe poort                                                                    | Dicky Brand                                               | Van Beuningenstraat                                                                         | Staatsliedenbuurt             | staal                                             |            |
| 1989                                 | Boomzagertje                                                                    | De Onbekende Beeldhouwer                                  | Stadhouderskade, Leidsebosje                                                                | Oud-West                      | ijzer                                             |            |
| 1989                                 | Dragers van verre                                                               | Nelson Carrilho                                           | Westerpark                                                                                  | Westerpark                    | brons                                             |            |
| 1989                                 | Standing stone MWC-project                                                      | PINK de Thierry                                           | Overtoom 16                                                                                 | Oud-West                      | steen                                             |            |
| 1989                                 | Plafondschildering                                                              | Erik Mattijssen                                           | Van Hogendorpplein                                                                          | Staatsliedenbuurt             | verf                                              |            |
| 1989                                 | Verloren Stad                                                                   | Harald Schole                                             | Westerpark, Waternatuurtuin, tussen spoorlijn en Gosschalklaan                              | Westerpark                    | gepigmenteerd beton                               |            |
| 1991                                 | Ankh                                                                            | Peter van de Locht                                        | Admiraal de Ruijterweg / Wiegbrug                                                           | De Baarsjes                   | blauw hardsteen                                   |            |
| 1991                                 | Recycled '92                                                                    | Menno Boddé                                               | Martin Vlaarkade                                                                            | Spaarndammerbuurt             | ijzer                                             |            |
| 1992                                 | Negen op masten lijkende objecten                                               | Auke de Vries                                             | in Kostverlorenvaart, bij Van Reigersbergenstraat                                           | Frederik Hendrikbuurt         | kunststof en staal                                |            |
| 1992                                 | Light sculpture                                                                 | Noel Harding                                              | Nassauplein                                                                                 | Staatsliedenbuurt             | staal, glas, etc.                                 |            |
| 1992                                 | Voor de verpleging                                                              | Liesbeth Pallesen                                         | Jelte de Bosch Kemperpad                                                                    | Helmersbuurt                  | brons                                             |            |
| 1992 vernieuwd in 2002               | Bruidssuite                                                                     | Godelieve Smulders                                        | Westerpark                                                                                  | Westerpark                    | staal en beuken                                   |            |
| 1993                                 | Lief beton                                                                      | Annetje van Versseveld                                    | Westerpark                                                                                  | Westerpark                    | beton                                             |            |
| 1993                                 | Haan                                                                            | Peer Veneman                                              | Spaarndammerplantsoen                                                                       | Spaarndammerbuurt             | brons                                             |            |
| 1994                                 | Bruidsjurk                                                                      | Kunstenaarscollectief Patchwork                           | Westerpark                                                                                  | Westerpark                    | stof en kaarsvet                                  |            |
| 1994                                 | Gedenkteken Westersuikerfabriek                                                 | Jocke Overwater                                           | Van Noordtkade                                                                              | Spaarndammerbuurt             | beton, staal                                      |            |
| 1995                                 | Hoofd                                                                           | Eddy Gheress                                              | Hofwijkckstraat                                                                             | Bos en Lommer                 | graniet                                           |            |
| 1995                                 | Hondje                                                                          | Linda van Boven                                           | Erasmuspark / Erasmusgracht / Mercatorstraat                                                | Bos en Lommer                 | brons                                             |            |
| 1996                                 | Abstracte vorm                                                                  | Liesbeth Pallesen                                         | Westerpark                                                                                  | Westerpark                    | brons                                             |            |
| 1996                                 | Paard en tafel Alleen paard afgebeeld                                           | Mathieu Nab                                               | Waterrijkweg                                                                                | Waterwijk                     | hout                                              |            |
| 1996                                 | Europa                                                                          | Hans Kuyper (kunstenaar)                                  | Postjesweg                                                                                  | De Baarsjes                   | brons en gewapend beton                           |            |
| 1997                                 | Sublime & symbols                                                               | Peter van de Locht                                        | De Wittenkade / Haarlemmerweg                                                               | Staatsliedenbuurt             | brons                                             |            |
| 1997                                 | Abri en peperbus De foto geeft Abri                                             | Frank Halmans                                             | Van Limburg Stirumplein                                                                     | Staatsliedenbuurt             |                                                   |            |
| 1998                                 | Orso (beer)                                                                     | Simona Vergani                                            | Erasmuspark (bij brug naar Wachterliedplantsoen)                                            | Bos en Lommer                 | wit marmer                                        |            |
| 1998                                 | NO                                                                              | Paul Vendel                                               | Waterspiegelplein                                                                           | Waterwijk                     | koper, polyester                                  |            |
| 2000                                 | De zwaaiende fietser Van oorsprong 16 tegels ter begeleiding van een fietsroute | F. Starik                                                 |                                                                                             | Spaarndammerbuurt             | keramische tegels                                 |            |
| 2001                                 | Drie figuren op straat                                                          | Peter Erftemeijer                                         | Haarlemmerweg en Van Limburg Stirumstraat                                                   | Staatsliedenbuurt             | brons                                             |            |
| 2002                                 | De droom van een hond                                                           | Halim al Karim                                            | Jacob van Lennepstraat                                                                      | Kinkerbuurt                   | keramisch mozaïek                                 |            |
| 2002                                 | Palen-staketsel                                                                 | Ger Dekker                                                | Jan van Galenstraat                                                                         | Kop van Jut/Marcanti          | hout, staal, hardsteen                            |            |
| 2003                                 | Wolk                                                                            | Han Schuil                                                | Orteliuspad, bij Jan Evertsenstraat en brug 659                                             | De Baarsjes                   | metaal                                            |            |
| 2003                                 | Monument van besef                                                              | Henry Renfurm                                             | Surinameplein                                                                               | De Baarsjes                   | brons                                             |            |
| 2003                                 | Microben                                                                        | Pauline Wiertz                                            | WG-Plein                                                                                    | Helmersbuurt                  | hardsteen                                         |            |
| 2003                                 | De dames en de muze                                                             | Margot Berkman & Eline Janssens                           | Leeuwendalerswegbrug                                                                        | Bos en Lommer                 | tegelwanden, pilaren                              |            |
| 2004                                 | Bolbewoners                                                                     | Herman Makkink                                            | Westergasfabriek                                                                            | Westerpark                    | brons, baksteen, aluminium, roestvast staal, hout |            |
| 2004                                 | Gold in your mind, gold in your feet                                            | Mirjam Janse                                              | Westerpark                                                                                  | Westerpark                    | brons                                             |            |
| 2004                                 | Het boegbeeld                                                                   | Leonie Mijnlieff                                          | Admiraal de Ruijterweg                                                                      | De Baarsjes                   |                                                   |            |
| 2004                                 | Vaarwel                                                                         | Godelieve Smulders                                        | Westzaanplantsoen                                                                           | Spaarndammerbuurt             | brons, graniet                                    |            |
| 2004                                 | Les dames et la licorne                                                         | Margot Berkman Eline Janssens                             | Gulden Winckelplantsoen                                                                     | Gulden Winckelbuurt           | tegels                                            |            |
| 2005                                 | De verdwenen boer                                                               | Karel Gomes                                               | Molenwerf                                                                                   | Sloterdijk                    | brons                                             |            |
| 2005                                 | Apen aan tafel                                                                  | Merijn Bolink                                             | Zoutkeetsplein                                                                              | Zeeheldenbuurt                | brons                                             |            |
| 2005                                 | No War                                                                          | Remco Swart                                               | Balboaplein                                                                                 | De Baarsjes                   | brons                                             |            |
| 2005                                 | Vrouw Kijkt Uit Raam                                                            | Meinke Horn / Andrea Friedli                              | Tweede Kostverlorenkade (bij Schimmelstraat)                                                | Kinkerbuurt                   | verf                                              |            |
| 2005                                 | Zonder titel                                                                    | Harry Karssen                                             |                                                                                             | Westerpark                    | staal                                             |            |
| 2006                                 | De boekenkast                                                                   | Sanja Medic                                               | Lootsstraat                                                                                 | Kinkerbuurt                   | keramiek                                          |            |
| 2006                                 | Getekend                                                                        | Hans van der Pas                                          | Kanaalstraat 1                                                                              | Kinkerbuurt                   | schildering                                       |            |
| 2006                                 | Poolkleed                                                                       | Alphons ter Avest                                         | Barentszstraat                                                                              | Zeeheldenbuurt                | aluminium                                         |            |
| 2006                                 | Gedenkteken Gerard Reve                                                         | Margriet Kemper                                           | Waterspiegelplein                                                                           | GWL-terrein                   | diverse materialen                                |            |
| 2007                                 | De ratelaar                                                                     | Rob Cerneüs                                               | Kwakersplein                                                                                | Kinkerbuurt                   | brons                                             |            |
| 2007                                 | Kindlint Haasje Over                                                            | Margot Berkman en Eline Janssens (kunstenaarsduo)         | Zaanstraat-Zaandijkstraat                                                                   | Spaarndammerbuurt             | gedecoreerde stoeptegels                          |            |
| 2008 (verplaatst op 30 oktober 2015) | Schildpad                                                                       | onbekend                                                  | Houthavenweg (voorheen Stavangerweg), het 4e Gymnasium.                                     | Houthavens                    | hout                                              |            |
| 2008                                 | I am at home                                                                    | Asnate Bočkis                                             | Polonceaukade                                                                               | Westerpark                    | glasversterkte polyester                          |            |
| 2009                                 | Rafaël, Gabriël, Michaël                                                        | Henk Spreeuwenberg                                        | Begraafplaats Sint Barbara, Spaarndammerdijk                                                | Spaarndammerbuurt             | ijzerpoeder, staal en kunststof                   |            |
| 2009                                 | How to meet an angel                                                            | Ilja Kabakov                                              | Eerste Constantijn Huygensstraat                                                            | Oud-West                      | brons                                             |            |
| 2009                                 | Under Heaven 02                                                                 | Leonard van Munster                                       | Burgemeester Vening Meineszlaan                                                             | Amsterdam-West                | allerlei materialen                               |            |
| 2010                                 | Teken                                                                           | Egidius Knops                                             | Spaarndammerstraat                                                                          | Spaarndammerbuurt             | chroomnikkelstaal                                 |            |
| 2010                                 | De potkachel                                                                    | Evelyne van Duyl                                          | Jan van Galenstraat                                                                         | Bos en Lommer / De Baarsjes   | ijzer / hout                                      |            |
| 2010                                 | Drie pergola's                                                                  | Arjan Karssen                                             | Gerrie Knetemannlaan                                                                        | Bos en Lommer                 | staal                                             |            |
| 2010                                 | Zonder titel                                                                    | Bas Peeperkorn                                            | Assendelftstraat                                                                            | Spaarndammerbuurt             | steen                                             |            |
| 2010                                 | Zonder titel                                                                    | Jan Wolkers                                               | Zaandijkstraat                                                                              | Spaarndammerbuurt             | hout                                              |            |
| 2012                                 | Meetstation Jan van Galenstraat, Amsterdam                                      | Roeland Otten                                             | Jan van Galenstraat                                                                         | Bos en Lommer                 | tegelwerk                                         |            |
| 2013                                 | Muurschildering Tweede Kostverlorenkade                                         | Aam Solleveld                                             | Jacob van Lennepstraat / hoek Tweede Kostverlorenkade                                       | Kinkerbuurt                   | verf                                              |            |
| 2013                                 | 999 / 666                                                                       | Hans van Houwelingen                                      | Witte de Withplein                                                                          | De Baarsjes                   | staal (en boom)                                   |            |
| 2013                                 | Aquacosta                                                                       | Fabrice Hünd                                              | Da Costakade                                                                                | Kinkerbuurt                   | mozaïek keramiek                                  |            |
| 2013                                 | Crystal growth                                                                  | Hans van Bentem                                           | Eerste Constantijn Huygensstraat 36                                                         | Overtoombuurt                 | glas-in-lood                                      |            |
| 2014                                 | Brettensuite 01                                                                 | Herbert Nouwens                                           | Polonceaukade                                                                               | Westerpark                    | cortenstaal                                       |            |
| 2014                                 | Door wind bewogen beweging                                                      | Wicher Meursing                                           | Westerdok                                                                                   | Westerdokseiland              |                                                   |            |
| 2015                                 | Zes cirkelelementen                                                             | André Volten                                              | Surinameplein                                                                               | De Baarsjes                   | onbekend                                          |            |
| 2015                                 | Curiosity 2015                                                                  | Suso33 (boven, painting 2015) Juice (onder, writing 1997) | Douwes Dekkerstraat                                                                         | Kinkerbuurt                   | verf                                              |            |
| 2015                                 | De stam                                                                         | Joep van Lieshout                                         | Frederik Hendrikplantsoen                                                                   | Frederik Hendrikbuurt         | rood polyester                                    |            |
| 2016 en eerder                       | Belettering Zaandijkspoorbrug                                                   | Janno Hahn                                                | Zaandijkspoorbrug                                                                           | Spaarndammerbuurt             | gedoceerde tegels                                 |            |
| 2017                                 | Juicy light                                                                     | Titia Ex                                                  | Ten Katestraat                                                                              | Kinkerbuurt                   | metaal                                            |            |
| 2017                                 | Pluk de dag                                                                     | Judith Kox                                                | Vier Heemskinderenstraat                                                                    | Landlust                      | brons                                             |            |
| 2017                                 | Batman en Robin                                                                 | Stef Vedder                                               | Spaarndammerdijk                                                                            | Spaarndammerbuurt             | polyester                                         |            |
| 2017/2018                            | Rode koe                                                                        | Stef Vedder Personeel WestCord Art Hotel                  | Spaarndammerdijk                                                                            | Spaarndammerbuurt             | polyester                                         |            |
| 2018                                 | Oorlogsmonument                                                                 | Nina Rave                                                 | Columbusplein                                                                               | De Baarsjes                   | meerdere materialen, waaronder brons              |            |
| 2018                                 | De spreeuwen tweedelig kunstwerk                                                | Piet Parra                                                | Wiborgeiland                                                                                | Houthavens                    | beton en polyester                                |            |
| 2019                                 | Looplijnen                                                                      | Elspeth Pikhaar                                           | Domela Nieuwenhuisplantsoen                                                                 | Spaarndammerbuurt             | hardsteen, baksteen                               |            |
| 2019                                 | ventilatietorens Spaarndammertunnel                                             | Frank Tjepkema                                            | Spaarndammertunnel                                                                          | Spaarndammerbuurt             | roestvast staal                                   |            |
| 2019                                 | Stoelen                                                                         | Dirk Versluis                                             | Westerpark                                                                                  | Spaarndammerbuurt             | Iepenhout                                         |            |
| 2020                                 | Reinaert de vos                                                                 | Stefan Glerum                                             | Bos en Lommerweg                                                                            | Bos en Lommer                 | muurschildering                                   |            |
| 2020/2021                            | Weefpatronen                                                                    | Barbara Broekman                                          | Gulden Winckelplantsoen                                                                     | Gulden Winckelbuurt           | tegels                                            |            |
| 2021                                 | Beeld van Jacoba van Tongeren                                                   | Fabio Pravisani                                           | Antillenstraat                                                                              | De Baarsjes                   | brons                                             |            |
| 2021                                 | Zuiver Afgebeeld de staart                                                      |                                                           | Erasmusgracht Joos Banckersweg                                                              | De Baarsjes                   | verf                                              |            |
| 2022                                 | Het toverbos aan De Rijpstraat                                                  | Peim van der Sloot                                        | De Rijpstraat                                                                               | Bos en Lommer                 | verf                                              |            |
| 2022                                 | Samen bij De Boeg                                                               | Richard Kofi                                              | Hoofdweg 495                                                                                | Bos en Lommer                 | verf                                              |            |
| 2022                                 | Individualiteit tegenover collectiviteit                                        | Munir de Vries                                            | Sara Burgerhartstraat 80-82                                                                 | Bos en Lommer                 | verf                                              |            |
| 2023                                 | Tafereel met gracht                                                             | Manolito van Bommel Justen Groot                          | Houthavenkade                                                                               | Houthavens                    | straatklinkers                                    |            |
| 2023                                 | Stoere bloemen                                                                  | Marieke Bolhuis                                           | Erik de Roodestraat                                                                         | Robert Scottbuurt             |                                                   |            |
| 2024                                 | De boom valt op mij                                                             | Timon Hagen                                               | Zoutkeetsplein                                                                              | Zeeheldenbuurt                | boom en beton                                     |            |
| onbekend                             | onbekend                                                                        | onbekend                                                  | Haparandadam                                                                                | Houthavens                    | onbekend                                          |            |
| onbekend                             | onbekend                                                                        | onbekend                                                  | Haparandadam                                                                                | Houthavens                    | cortenstaal                                       |            |
| onbekend                             | onbekend                                                                        | onbekend                                                  | 1e Kostverlorenkade / hoek Kostverlorenstraat                                               | Frederik Hendrikbuurt         | onbekend                                          |            |
| onbekend verwijderd omstreeks 2018   | Wigwam                                                                          | Pieter Sloots                                             | Bellamyplein                                                                                | Kinkerbuurt                   | staal                                             |            |
| 2013 (circa)                         | Bloemsilhouetten                                                                | onbekend                                                  | Marcantilaan                                                                                | Kop van Jut                   | verf                                              |            |
| onbekend 21e eeuw                    | Mozaïekbank "De ontmoeting"                                                     | leerlingen van Het 4e Gymnasium e.a.                      | Archangelweg 4                                                                              | Houthavens                    | steentjes                                         |            |
| 2019                                 | Leonardo da Vinci                                                               | Miguel Visser Da Vinci creatieve ruimtes                  | Nieuwpoortkade 1-2                                                                          | Bos en Lommer                 | muurschildering                                   |            |
|                                      | St. Barbara                                                                     | Onbekend                                                  | Spaarndammerdijk (Begraafplaats)                                                            | West                          |                                                   |            |
|                                      | Ter herinnering gevallenen 1940-1945                                            | Onbekend                                                  | Spaarndammerdijk (Begraafplaats)                                                            | West                          |                                                   |            |
|                                      | onbekend relief Zaanstraat                                                      | onbekend                                                  | Zaanstraat                                                                                  | West                          |                                                   |            |
|                                      | Piramidevormige constructie                                                     | onbekend                                                  | La Guardiaweg                                                                               | West                          |                                                   |            |
|                                      | onbekend Hofwijckstraat                                                         | onbekend                                                  | Hofwijckstraat                                                                              | West                          |                                                   |            |

Centrum · Westpoort · West · Nieuw-West · Zuid · Oost · Zuidoost · Noord · Weesp